# Línea 109 (San Juan)
La línea 109 es una línea de colectivos que une las ciudades de San Juan con Caucete, en la provincia de San Juan. 

## Recorrido
- Centro de San Juan - Caucete

## Fuente encontrada
A Caucete en colectivo, más rápido y sin escalas Diario de Cuyo